# Terme del Foro (Pompei)
Le Terme del Foro, chiamate anche Terme della Fortuna, sono un complesso termale di epoca romana, sepolte dall'eruzione del Vesuvio del 79 e ritrovate a seguito degli scavi archeologici dell'antica Pompei: prendono il nome dalla vicinanza con il foro.

## Storia
Le Terme del Foro furono edificate nel I secolo a.C., poco dopo la conquista di Pompei da parte dei Romani e quindi intorno all'80 a.C.: ciò è deducibile sia dalla tecnica di costruzione, ossia in opus reticolatum, sia dal ritrovamento di un'epigrafe, anche se non è certo che la sua provenienza sia dalle terme, nella quale vengono citati i nomi dei costruttori dell'edificio; la targa così riporta:
Le terme vennero restaurate in età giulio-claudia e dopo il terremoto di Pompei del 62, quando rimasero le uniche attive in città, in quanto avevano subito pochi danni; vennero quindi sepolte sotto una coltre di ceneri e lapilli a seguito dell'eruzione del Vesuvio del 79 e riportate alla luce grazie agli scavi degli esploratori borbonici nel 1823.

## Descrizione
Le terme si dividono in due sezioni, quella femminile e quella maschile, con ingressi separati: l'unico elemento di unione è rappresentato dal praefurnium, dove erano situate tre caldaie per il riscaldamento dell'acqua e la conseguente formazione di vapore da convogliare poi ai due calidari, tramite il sistema della tegulae mammatae, mentre il tiraggio era assicurato da canne fumarie aperte sul tetto.

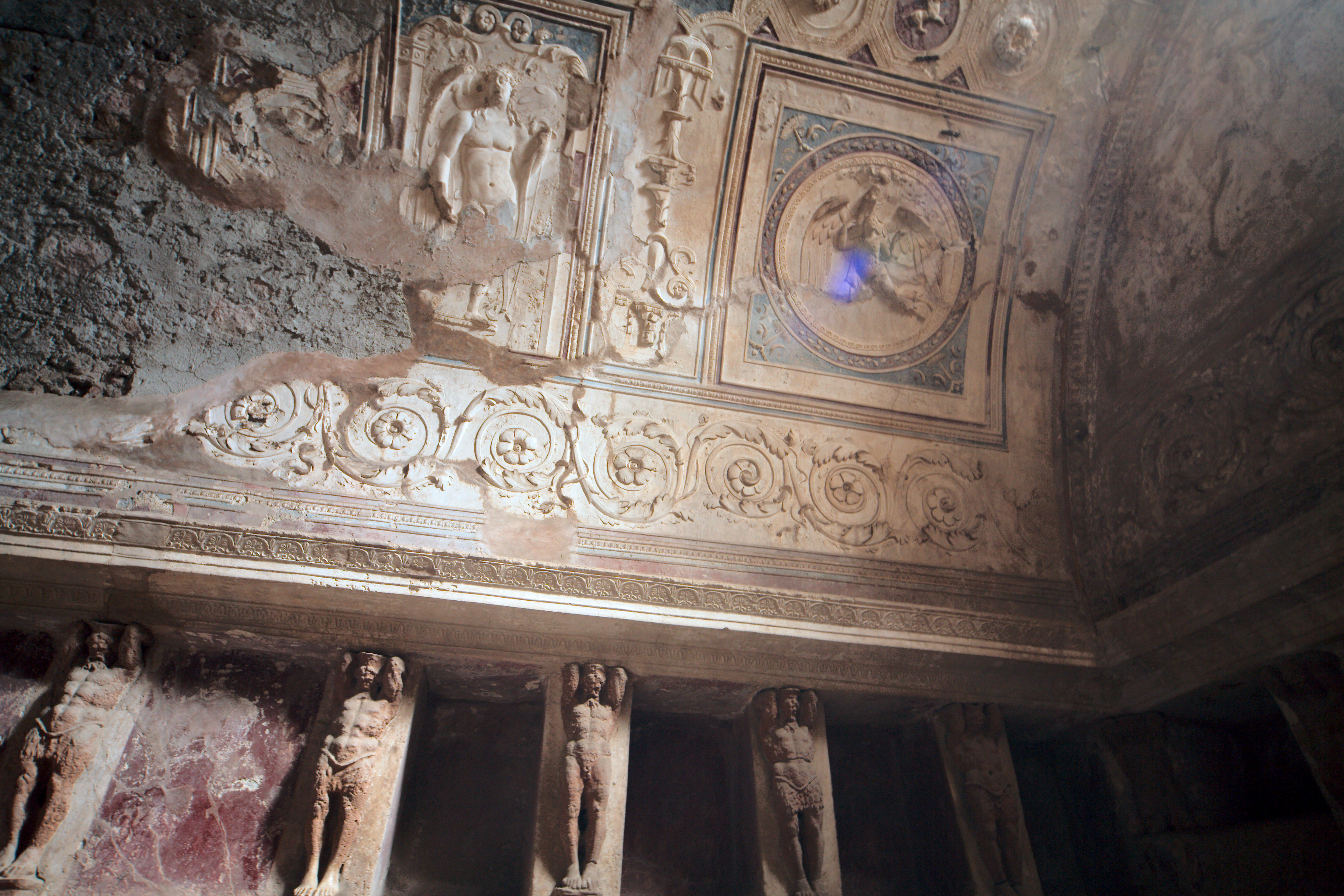
Telamoni e stucchi del tepidarium del reparto maschile

Il reparto femminile ha l'accesso lungo via delle Terme ed immette direttamente nello spogliatoio: questo non presenta nicchie dove solitamente venivano riposti gli abiti ed è quindi deducibile la presenza di armadietti di legno; segue quindi il frigidarium, il tepidarium e il calidarium con piscina e labrum, di cui è stata rinvenuta solamente la base. Sul retro delle terme femminili si trova un piccolo cortile, nel quale sono presenti i resti di una meridiana costruita su una colonna in opera reticolata e una scala che conduceva sul tetto del calidarium.
Il reparto maschile ha tre ingressi: uno lungo via delle Terme, che immette direttamente nello spogliatoio, uno lungo via del Foro, nel quale furono rinvenute oltre cinquecento lucerne, conservate al museo archeologico nazionale di Napoli, che servivano a illuminare gli ambienti, in quanto questi erano frequentati per lo più nelle ore serali, e un altro, anch'esso lungo via della Terme; gli ultimi due ingressi danno su un cortile, che non fungeva da palestra e che in epoca moderna è stato utilizzato per diversi anni come ristorante per i turisti, porticato su lati: lungo il lato nord ed ovest le colonne sono in stile dorico, mentre lungo il lato est sono presenti archi in tufo poggianti su pilastri in laterizio; nel corridoio lungo il lato nord si apre inoltre un oecus. Anche dal cortile si accede allo spogliatoio: questo ha file di sedili lungo tre delle quattro pareti, una volta a botte, pavimentazione a mosaico con tessere bianche racchiuse in una fascia nera, pavimentazione tipica anche negli altri ambienti, ed una finestra sotto la quale è presente uno stucco raffigurante il dio Oceano; dallo spogliatoio si accede a una stanza che fungeva da deposito degli unguenti, al frigidarium ed al tepidadium. Il frigidarium, originariamente adibito a laconicum, è di forma circolare, con vasca centrale rivestita in marmo e quattro nicchie lungo le pareti, affreschi con scene di giardino su un fondo giallo, fregiata da un bordo rosso in stucco, sul quale sono rappresentati amorini e corse di bighe; l'ambiente si chiude con una cupola, aperta nella parte sud, per permettere l'ingresso della luce. Il tepidarium, riscaldato ancora con bracieri e non con la tecnica della concameratio, nonostante il restauro dopo il terremoto del 62, conserva sul lato sud tre panche rette da zampe di animali con testa bovina e un braciere decorato con una mucca, tutto offerto in dono da un ricco commerciante di Capua, Marcus Nigidius Vaccula: l'architrave è sostenuto da telamoni, talvolta nudi o ricoperti con pelli di animali, in terraccota, mentre la volta a botte ha decorazioni in stucco, riproducenti Ganimede rapito dall'aquila, Apollo che cavalca un grifo e un putto con un arco. Dal tepidarium si accede al calidarium: questo ha nel lato nord una vasca in marmo, mentre nella parte sud, con parete absidata, il labrum, sul cui bordo sono incisi in bronzo i nomi dei donatori e il costo:

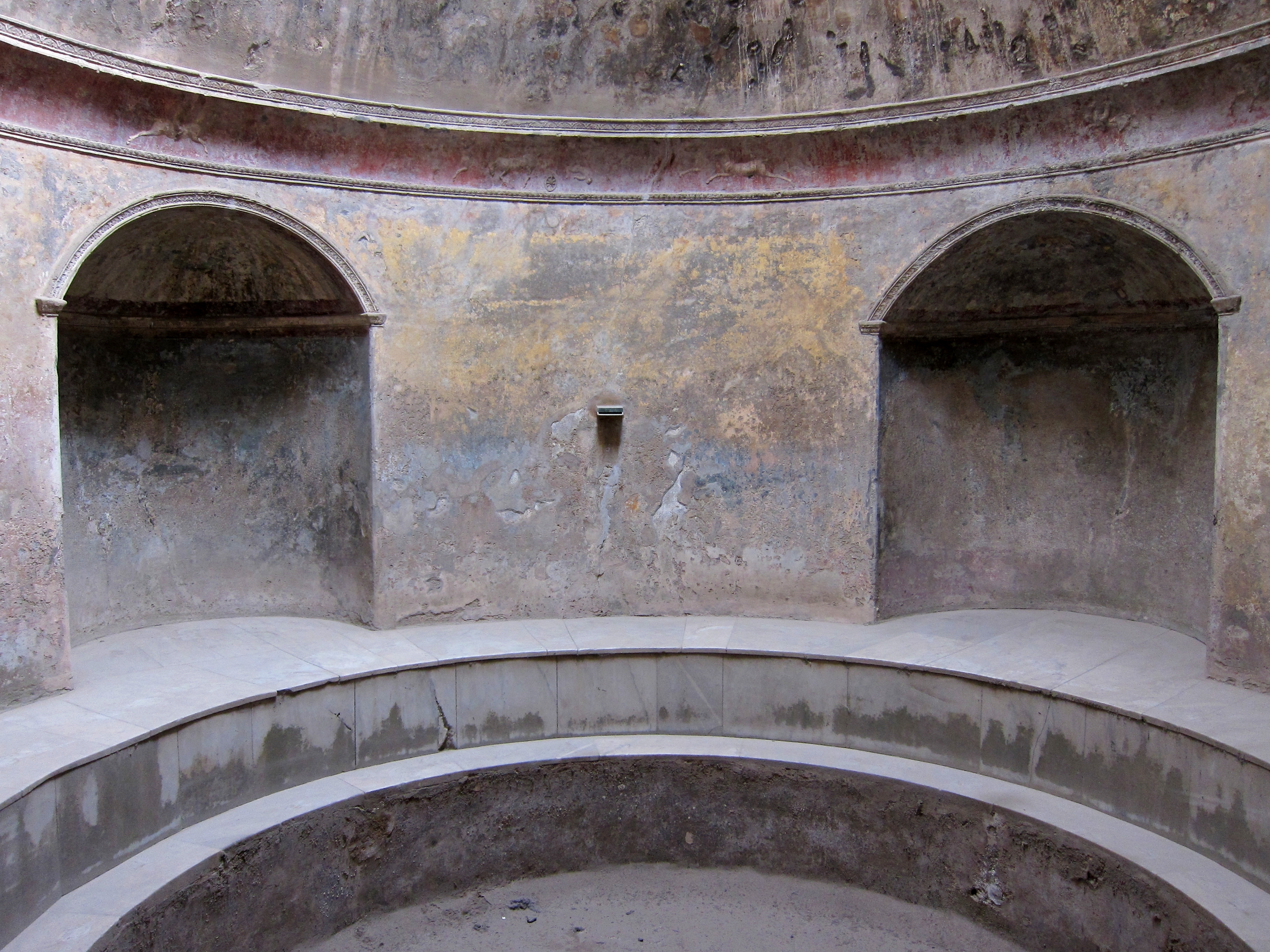
Frigidarium del reparto maschile

L'ambiente è dotato inoltre di hypocaustum e concameratio; le decorazioni parietali sono in giallo cadenzate da pilastri e fregio in viola, la volta invece, ancora intatta, presenta scanalatura per convogliare l'acqua dei vapori.
Lungo via delle Terme, lungo il lato opposto della strada all'ingresso delle terme, si trova una cisterna, lunga quindici metri, larga cinque ed altra nove, dalla capacità di oltre quattrocentotrentamila litri, costruita nello stesso periodo delle terme e che riforniva il complesso durante i periodo di siccità; inoltre, prima dell'allacciamento all'acquedotto del Serino, un altro modo di rifornimento era dato da un pozzo, situato all'interno del praefurnium.